# ويندي ولوسي
ويندي ولوسي (بالإنجليزية: Wendy and Lucy)‏ هو فيلم دراما أمريكي من إخراج كيلي ريتشارد وبطولة ميشيل ويليامز، والتر دالتون، ويل باتون، ويل أولدهام ولاري فيسيندن، صدر الفيلم في الولايات المتحدة في 10 ديسمبر 2008.

## روابط خارجية
- ويندي ولوسي على موقع IMDb (الإنجليزية)
- ويندي ولوسي على موقع ميتاكريتيك (الإنجليزية)
- ويندي ولوسي على موقع الموسوعة البريطانية (الإنجليزية)
- ويندي ولوسي على موقع روتن توميتوز (الإنجليزية)
- ويندي ولوسي على موقع نتفليكس (الإنجليزية)
- ويندي ولوسي على موقع ألو سيني (الفرنسية)
- ويندي ولوسي على موقع أول موفي (الإنجليزية)
- ويندي ولوسي على موقع بوكس أوفيس موجو (الإنجليزية)
- ويندي ولوسي على موقع فيلمافينيتي (الإسبانية)
- ويندي ولوسي على موقع قاعدة بيانات الأفلام السويدية (السويدية)